# ماتيو ليندون
ماتيو ليندون (بالفرنسية: Mathieu Lindon)‏ (و. 1955 – م) هو صحفي، وناقد أدبي من فرنسا. ولد في كا.

## مناصب وهيئات
أدار ليبراسيون.

## جوائز
حصل على جوائز منها:
- جائزة ميديشي [الإنجليزية]‏ (2011).

## وصلات خارجية
- ماتيو ليندون على موقع IMDb (الإنجليزية)

ماتيو ليندون في قاعدة بيانات الأفلام على الإنترنت